# Stamp Act
Le Stamp Act (Acte du Timbre, abréviation de Duties in American Colonies Act 1765), adopté en 1765, est la quatrième loi sur le droit de timbre votée par le Parlement britannique, il instituait que dans les Treize colonies américaines, tous les documents, permis, contrats commerciaux, journaux, testaments, livres et cartes à jouer devaient être munis d'un timbre fiscal. Cette loi fut votée afin de couvrir les coûts de la présence militaire nécessaire à la protection des colonies. Peu appliquée et finalement abrogée le 18 mars 1766, elle marque une étape vers la Révolution américaine.

## Contexte
La guerre de Sept Ans, qui s'achève en 1763, laisse à la Couronne britannique une dette colossale à laquelle s'ajoute le coût du maintien d'une armée de 10 000 hommes pour assurer la paix dans les territoires cédés par la France selon les termes du traité de Paris. Le Premier ministre britannique George Grenville décide de mettre les colonies à contribution en faisant voter le Sugar Act en 1764, puis l'année suivante le Stamp Act ( loi ou acte du Timbre ),,.

## Adoption

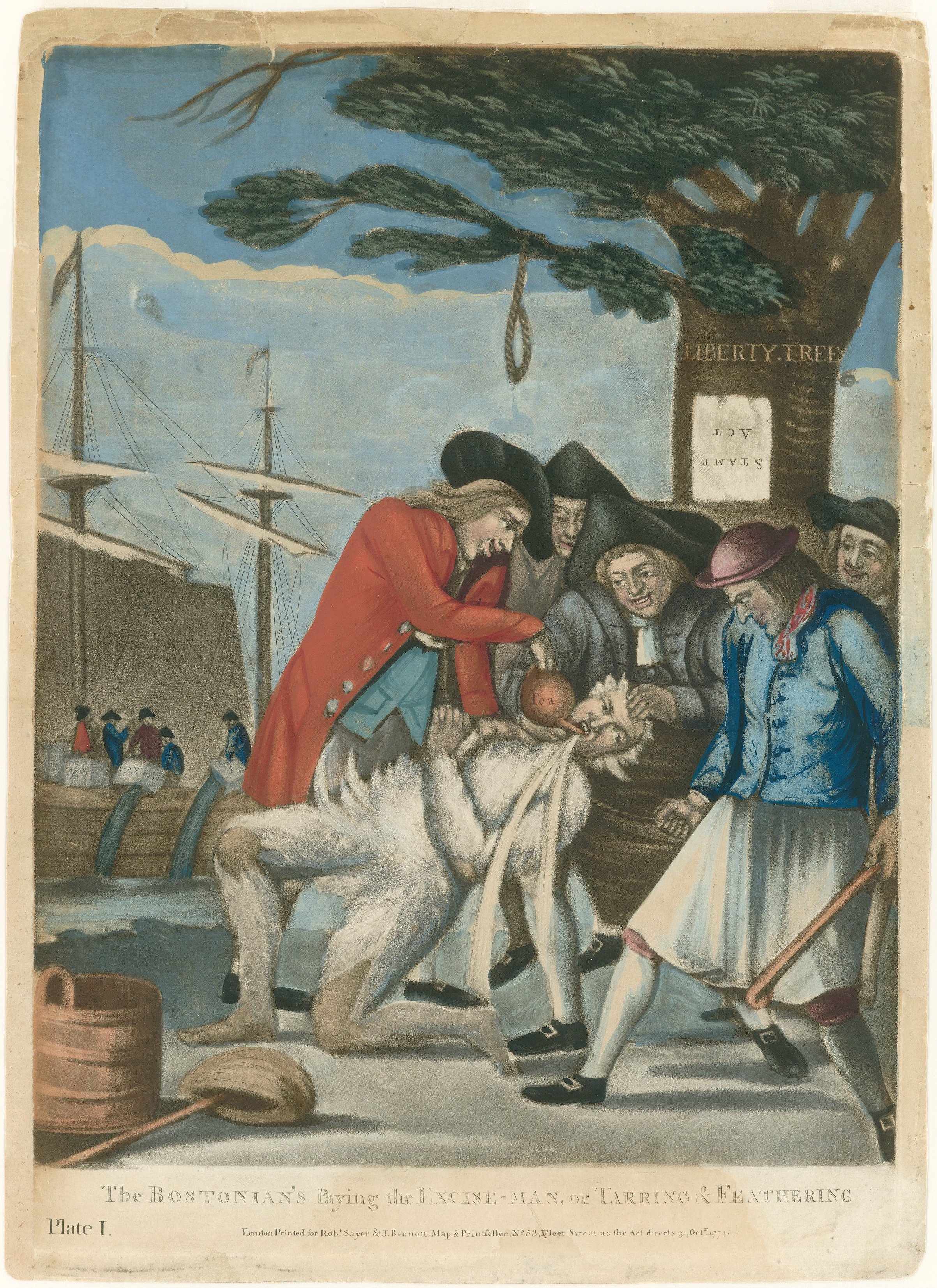
Caricature britannique : John Malcolm passé au goudron et aux plumes, quatre semaines après la Boston Tea Party, à Boston. À l’arrière-plan, un arbre de la liberté, une corde et le Stamp Act affiché.

L’Acte fut d’abord adopté le 17 février par la Chambre des communes, puis le 8 mars par la Chambre des lords. Il fut promulgué par le roi le 22 mars 1765, mais n’entra en application effective que le 1er novembre 1765. Les financiers prévoient alors une entrée fiscale de 100 000 livres sterling de plus par an. Il suscita une grande animosité de la part des colons américains et ne fut guère appliqué. Les collecteurs de taxe furent en effet menacés d’être passés au goudron et aux plumes (tarring and feathering).

## Une taxe mal acceptée
Les taxes pesèrent surtout sur les notaires et les avocats qui utilisaient de nombreux documents. De leur côté, les imprimeurs, souvent de simples artisans, devaient acheter et coller un timbre onéreux sur chaque exemplaire de leur publication alors que les médiocres voies de communication rendaient très difficile la diffusion et la distribution d'une presse écrite, qui a pourtant déjà acquis un certain dynamisme et répond à un besoin croissant.
Les colons américains estiment que le Parlement britannique n'est pas équitable puisque cette nouvelle taxe alimente directement le budget britannique et n’affecte plus seulement les échanges commerciaux. La loi a été adoptée sans que les principaux intéressés soient consultés ou représentés à l'assemblée, ce qui attise leur colère. Les colons réclament d'être traités comme des citoyens à part entière et que, notamment, on leur accorde le droit, appliqué en métropole, d'être consultés pour toutes les affaires qui les concernent.
D'autre part, ils dénoncent l'inutilité de l'armée en faction en Amérique du Nord. L’argent sert à renforcer les garnisons du Fort Detroit et du Fort Pitt, qui protégeaient le commerce des fourrures davantage que les colons. En effet, à plusieurs reprises, les Français, les Espagnols et les Néerlandais avaient attaqué les propriétés côtières et les villes sans que l'armée britannique n'intervienne. La protection des colonies n'a été assurée que par les milices coloniales.

## Résistances des colons américains
Au printemps 1765, Patrick Henry présenta à la Chambre des Bourgeois de Virginie une série de résolutions contre le Stamp Act qui déclaraient que les colons ne pouvaient être taxés que par leurs représentants élus. La plupart de ses résolutions furent adoptées. Par la suite, l'assemblée de Rhode Island déclara que la loi était anticonstitutionnelle et qu'elle allait l'ignorer.
De nombreux colons refusèrent de payer les timbres, et la situation se radicalisa. Le 14 août 1765 à Boston, on pendit et brûla une effigie d’Andrew Oliver, un agent du timbre. Sa maison fut pillée, et son bureau fut incendié. Le lendemain, Oliver promit de ne pas appliquer la loi. La demeure du gouverneur du Massachusetts, Thomas Hutchinson, fut également vandalisée. Il dut trouver refuge au fort de Castle William, dans le port de Boston, avec sa famille.
De nombreuses associations virent le jour afin d’organiser la protestation et seront bientôt connues comme les Fils de la Liberté. Des incidents similaires se produisirent à New York et à Charleston (Caroline du Sud). Les timbres furent saisis et détruits et les agents molestés. Des comités de correspondance (Committees of Correspondence) se constituèrent pour unir les opposants et relayer les appels au boycott des marchandises britanniques. Partout, les troupes britanniques réagissaient avec violence, ce qui attisait la colère des colons[réf. nécessaire].
Lorsque le Massachusetts demanda la tenue d’une assemblée générale, neuf colonies envoyèrent des représentants au Stamp Act Congress, qui se tint au Federal Hall de New York en octobre 1765.

## Stamp Act Congress

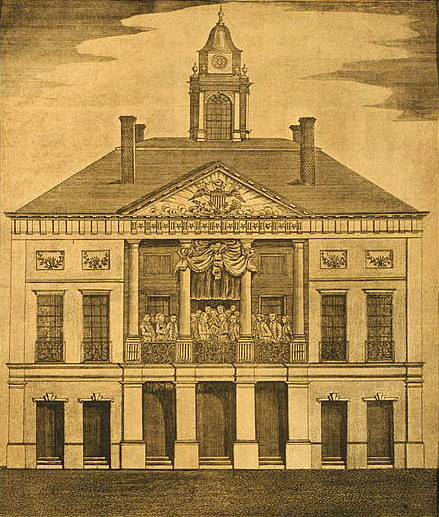
Le Stamp Act Congress se tint dans le Federal Hall de New York (aujourd’hui disparu).

Les 27 délégués des colonies adoptent une Déclaration des Droits et des Griefs (Declaration of Rights and Grievances), établie par John Dickinson, et envoient des lettres et des pétitions au roi et aux deux chambres du Parlement britannique. La Déclaration énumère 14 griefs. L’accent est mis sur le Stamp Act mais aussi sur le fait que les colons n’ont pas le droit de participer à l’élection des députés qui siègent à Londres. Ils rappellent que seules les assemblées coloniales ont le droit de lever de nouvelles taxes en Amérique. Ils critiquent aussi le recours aux Admiralty Courts pour appliquer le Stamp Act et punir les contrevenants, le seul tribunal de ce type dans les colonies étant alors situé à Halifax, en Nouvelle-Écosse, et les procès se faisaient sans jury. En réalité, les boycotts eurent plus d’effet que les pétitions, et la loi fut finalement abrogée. Toutefois, la question de la représentation politique des Américains n’était pas réglée, et la détermination du Parlement à taxer les colons restait intacte.

## Abrogation
Le Stamp Act fut finalement abrogé en février 1766 à cause des protestations des colons et des artisans britanniques, frappés par le boycott de leurs marchandises. Le nouveau Premier ministre explique également cette abrogation : Charles Watson-Wentworth était en effet plus favorable aux colons américains. Il invita même Benjamin Franklin à s'exprimer devant le Parlement britannique à propos des taxes.
Afin de confirmer l'autorité du Parlement en matière de taxation des colonies en dépit de l'abrogation du Stamp Act, le Declaratory Act est voté le même jour. Les Townshend Acts, votés en 1767 et 1768, auront pour but de trouver de nouveaux financements à la suite de l'abrogation du Stamp Act.

## Conséquences
La résistance des colons au Stamp Act renforça le sentiment d'unité dans les colonies. Des organisations dédiées à la résistance populaire virent le jour, et les colons constatèrent qu'ils étaient capables de faire reculer le pouvoir britannique. Les idées directrices de la fronde contre les taxes imposées par le Parlement à Londres (No taxation without representation) s'articulèrent et circulèrent dans les treize colonies. Ces arguments seront repris dans les années qui suivent pour dénoncer les nouvelles lois imposées aux colonies jusqu'à la Déclaration d'Indépendance en 1776.

## Source
- (en) Cet article est partiellement ou en totalité issu de l’article de Wikipédia en anglais intitulé « Stamp Act 1765 » (voir la liste des auteurs).
- (en) Gordon S. Wood, The American Revolution : A History, New York, Modern Library, 2002, 190 p. (ISBN 0-8129-7041-1)